# Türkiye Kupası 1966/67
Die Türkiye Kupası 1966/67 war die 5. Auflage des türkischen Fußball-Pokalwettbewerbes. Der Wettbewerb begann am 10. September 1966 mit der 1. Hauptrunde und endete am 25. Juni 1967 mit dem Finale. Im Endspiel trafen Altay İzmir und Göztepe İzmir aufeinander. Für beide Mannschaften war es die erste Finalteilnahme. Zum ersten Mal seit Einführung des Pokalwettbewerbs nahm  keine Mannschaft aus Istanbul am Endspiel teil.

## 1. Hauptrunde

### Vorrunde
Die Spiele der 1. Vorrunde wurden am 10. und 11. September 1966 ausgetragen.
|                   | Ergebnis        |                     |
| ----------------- | --------------- | ------------------- |
| Adalet SK         | 1:2             | Üsküdar Anadolu     |
| Süleymaniye SK    | 2:1             | Eyüpspor            |
| Egespor           | 0:2             | Izmir Kültürspor    |
| Yeşilova SK       | 1:2             | Izmir Demirspor     |
| Taksim SK         | 9:0             | Yeşildirek SK       |
| Bahçeli Gençlik   | 2:0             | Yenimahalle SK      |
| Hasköy SK         | 0:3             | Yedikule SK         |
| Kayseri Şekerspor | 3:0             | Malatya Akınspor    |
| Kocaeli Boruspor  | (M)1:1 n. V.(M) | Ankara Jandarmagücü |
| Palandökenspor    | 3:0             | Samsun Yolspor      |
| Sincanspor        | 3:0             | Ankara Yolspor      |

### Hauptrunde
|                   | Ergebnis        |                     |
| ----------------- | --------------- | ------------------- |
| Taksim SK         | 5:0             | Süleymaniye SK      |
| Üsküdar Anadolu   | 0:3             | Yendikule SK        |
| Yenişehir SK      | 1:1 n. V.       | Bahçeli Gençlik     |
| Torbalı Gençlik   | 1:2             | Ankara Jandarmagücü |
| Barbaros SK       | (M)1:1 n. V.(M) | Sincanspor          |
| Izmir Kültürspor  | 0:2             | Izmir Demirspor     |
| Palandökenspor    | 1:3             | Van Gençlik         |
| Kayseri Şekerspor | 6:1             | Reyhanlı Gençlik    |
| Bursa Nilüferspor | 3:2             | Çapaspor            |

## 2. Hauptrunde

### 1. Vorrunde
|               | Ergebnis        |                   |
| ------------- | --------------- | ----------------- |
| Beykozspor    | 3:2 n. V.       | Davutpaşa SK      |
| Taksim SK     | 1:2             | Sarıyer GK        |
| Manisaspor    | 1:0             | Aydınspor         |
| Sakaryaspor   | 1:0             | Ankara Güneşspor  |
| Adanaspor     | 2:1             | Kayserispor       |
| Ülküspor      | (M)2:2 n. V.(M) | Bursaspor         |
| Yedikule SK   | 2:1             | Beylerbeyi SK     |
| Boluspor      | 3:0             | Sincanspor        |
| Toprakofis SK | 2:3             | Yenişehir SK      |
| Kocaelispor   | 2:0             | Bursa Nilüferspor |
| Kütahyaspor   | 3:0             | Kütahya Havagücü  |
| Van Gençlik   | 0:3             | Konyaspor         |
| Düzce Gençlik | 3:0             | Zonguldakspor     |

### 2. Vorrunde
|                    | Ergebnis        |                     |
| ------------------ | --------------- | ------------------- |
| Edirnespor         | (M)2:2 n. V.(M) | Fatih Karagümrük    |
| Antalyaspor        | 2:3 n. V.       | Kayseri Şekerspor   |
| Ülküspor           | 1:2 n. V.       | Bandırmaspor        |
| Sarıyer GK         | 1:0             | Beyoğluspor         |
| Petrol Ofisi SK    | 1:0             | Yenişehir SK        |
| Adanaspor          | 5:0             | Urfa Gençlik        |
| Manisaspor         | 1:0             | Denizlispor         |
| Sakaryaspor        | 4:0             | Altındağ SK         |
| Mersin İdman Yurdu | 2:1 n. V.       | Adana Demirspor     |
| Galata SK          | 5:0             | Yedikule SK         |
| Boluspor           | 0:1             | Şekerspor           |
| Kütahyaspor        | 2:1             | Izmir Demirspor     |
| Samsunspor         | 1:0             | Konyaspor           |
| Kocaelispor        | 2:0             | Ankara Jandarmagücü |
| Beykozspor         | 4:2             | Kasımpaşa Istanbul  |
| Düzce Gençlik      | 0:1             | Trabzonspor         |

### Hauptrunde
|                   | Ergebnis |                    |
| ----------------- | -------- | ------------------ |
| Kayseri Şekerspor | 2:5      | Mersin İdman Yurdu |
| Bandırmaspor      | 3:1      | Kütahyaspor        |
| Petrol Ofisi SK   | 0:1      | Şekerspor          |
| Galata SK         | 1:0      | Edirnespor         |
| Samsunspor        | 2:0      | Adanaspor          |
| Manisaspor        | 2:1      | Kocaelispor        |
| Beykozspor        | 1:2      | Sarıyer GK         |
| Sakaryaspor       | 0:1      | Trabzonspor        |

## 3. Hauptrunde

### 1. Vorrunde
|                       | Ergebnis |                |
| --------------------- | -------- | -------------- |
| Trabzonspor           | 2:0      | Şekerspor      |
| PTT                   | 2:1      | İstanbulspor   |
| Gençlerbirliği Ankara | 2:0      | MKE Ankaragücü |

### 2. Vorrunde
|                       | Ergebnis |                    |
| --------------------- | -------- | ------------------ |
| Manisaspor            | 0:2      | Samsunspor         |
| Sarıyer GK            | 1:0      | Izmirspor          |
| Altay Izmir           | 2:1      | Karşıyaka SK       |
| Beşiktaş Istanbul     | 2:1      | Vefa SK            |
| Fenerbahçe Istanbul   | 3:0      | Feriköy SK         |
| Trabzonspor           | 0:1      | PTT                |
| Göztepe Izmir         | 4:0      | Eskişehirspor      |
| Gençlerbirliği Ankara | 1:0      | Mersin İdman Yurdu |

### Hauptrunde
|                     | Ergebnis        |                       |
| ------------------- | --------------- | --------------------- |
| Samsunspor          | 1:0             | Galata SK             |
| Fenerbahçe Istanbul | (M)0:0 n. V.(M) | Altınordu Izmir       |
| Beşiktaş Istanbul   | 2:0             | Trabzon İdmanocağı    |
| Sarıyer GK          | 0:1             | Bandırmaspor          |
| Hacettepe           | 1:2 n. V.       | Altay Izmir           |
| PTT                 | 4:1             | Gençlerbirliği Ankara |
| Göztepe Izmir       | 3:1             | Ankara Demirspor      |

## Viertelfinale
|                      | Gesamt |                     | Hinspiel | Rückspiel |
| -------------------- | ------ | ------------------- | -------- | --------- |
| Galatasaray Istanbul | 1:2    | Altay Izmir         | 0:0      | 1:2       |
| Samsunspor           | 2:1    | Fenerbahçe Istanbul | 2:1      | 0:0       |
| Bandırmaspor         | 1:0    | PTT                 | 1:0      | 0:0       |
| Göztepe Izmir        | 6:3    | Beşiktaş Istanbul   | 4:1      | 2:2       |

## Halbfinale
- Hinspiele: 17. Mai 1967
- Rückspiele: 24. Mai 1967

|               | Gesamt |              | Hinspiel | Rückspiel |
| ------------- | ------ | ------------ | -------- | --------- |
| Altay Izmir   | 3:1    | Bandırmaspor | 2:1      | 1:0       |
| Göztepe Izmir | 5:2    | Samsunspor   | 4:0      | 1:2       |

## Finale
| Paarung        | Altay Izmir – Göztepe Izmir |
| Ergebnis       | 2:2 n. V. (2:2, 0:1) |
| Datum          | 25. Juni 1967 um 16:15 Uhr |
| Stadion        | Alsancak-Stadion, Izmir |
| Schiedsrichter | Walter Eschweiler ( BR Deutschland) |
| Tore           | 0:1 Fevzi Zemzem (17.) 0:2 Halil Kiraz (57.) 1:2 Aydın Yelken (64.) 2:2 Aytekin Erhanoğlu (83.) |
| Altay Izmir    | Varol Ürkmez – Yılmaz Canlısoy, Zinnur Sarı, Enver Katip – Aytekin Erhanoğlu, Ali Rıza Şenol, Feridun Öztürk, Ender İçten – Ayfer Elmastaşoğlu, Mahmut Evren, Aydın Yelken Cheftrainer: Halil Bıçakçı |
| Göztepe Izmir  | Ali Artuner – Hüseyin Yazıcı, Mehmet Işıkal, Nevzat Güzelırmak, Sabahattin Kuruoğlu – Mehmet Aydın, Fevzi Zemzem, Nihat Yayöz, Halil Kiraz – Ertan Öznur, Gürsel Aksel Cheftrainer: Adnan Süvari      |
| Platzverweise  | keine – Gürsel Aksel (83.) |
| Besonderheiten | Altay Izmir gewann nach der Verlängerung im Münzwurf und wurde türkischer Pokalsieger 1967. |

## Beste Torschützen
| Rang | Spieler           | Verein              | Tore |
| ---- | ----------------- | ------------------- | ---- |
| 1    | Fevzi Zemzem      | Göztepe Izmir       | 10   |
| 2    | Feridun Köse      | PTT                 | 4    |
| 3    | Halil Kiraz       | Göztepe Izmir       | 3    |
| 3    | Ertan Öznur       | Göztepe Izmir       | 3    |
| 3    | Nihat Yayöz       | Göztepe Izmir       | 3    |
| 6    | Cengiz Erden      | Bandırmaspor        | 2    |
| 6    | Aytekin Erhanoğlu | Altay Izmir         | 2    |
| 6    | Yaşar Mumcuoğlu   | Fenerbahçe Istanbul | 2    |
| 6    | Fethi Türkeş      | Beşiktaş Istanbul   | 2    |
| 6    | Aydın Yelken      | Altay Izmir         | 2    |